# Албрехт Фридрих
Албрехт Фридрих (на немски: Albrecht Friedrich von Preußen, * 29 април 1553 в Кьонигсберг, † 27 август 1618 във Фишхаузен) от династията Хоенцолерн e вторият херцог на Прусия от 1568 до 1618 г.
Той е син на Албрехт фон Бранденбург-Ансбах († 20 март 1568), първият херцог на Прусия, и втората му съпруга принцеса Анна Мария фон Брауншвайг († 20 март 1568). Майка му умира 16 часа след баща му.
Албрехт Фридрих става херцог през 1568 г. на 15 години. Неговите регенти и надзорници са градските съветници на града, които владеят града от 1566 г. Той е тиранизиран от тях и малко след 1571 г. изпада в депресия.
На 14 октомври 1573 г. Албрехт се жени за Мария Елеонора от Юлих-Клеве-Берг, най-възрастната дъщеря на херцог Вилхелм Богатия от Юлих-Клеве-Берг и Мария фон Хабсбург.
През 1577 г. полският крал Стефан Батори, който тогава е владетел на Прусия, назначава маркграф Георг Фридрих за администратор на херцогството и 1578 г. като херцог. Той е последван през 1603 г. от курфюрст Йоахим Фридрих и през 1608 г. от Йохан Зигизмунд, женен за Анна, най-възрастната дъщеря на Албрехт.
Албрехт Фридрих умира напълно умствено объркан на 27 август 1618 г. без да остави мъжки наследници. Неговото херцогство отива на бранденбургската линия на Хоенцолерните.

## Семейство и деца
Албрехт Фридрих се жени на 14 октомври 1573 г. за Мария Елеонора от Юлих-Клеве-Берг (* 16 юни 1550, † 1 юни 1608), най-възрастната дъщеря на херцог Вилхелм Богатия от Юлих-Клеве-Берг и Мария фон Хабсбург (1531 – 1581), дъщеря на император Фердинанд I.
Двамата имат седем деца:
- Анна (1576 – 1625), ∞ 1594 курфюрст Йохан Зигизмунд от Бранденбург(1572 – 1619)
- Мария (1579 – 1649), ∞ 1604 маркграф Христиан от Бранденбург-Байройт (1581 – 1655)
- Албрехт Фридрих (*/† 1580)
- София (1582 – 1610), ∞ 1609 херцог Вилхелм Кетлер от Курландия (1574 – 1640)
- Елеонора (1583 – 1607), ∞ 1603 курфюрст Йоахим Фридрих от Бранденбург (1546 – 1608)
- Вилхелм Фридрих (1585 – 1586)
- Магдалена Сибила (1586 – 1659), ∞ 1607 курфюрст Йохан Георг I от Саксония (1585 – 1656)